# Great Broughton
Great Broughton är en ort i Storbritannien.   Den ligger i grevskapet North Yorkshire och riksdelen England, i den centrala delen av landet, 300 km norr om huvudstaden London. Great Broughton ligger 93 meter över havet och antalet invånare är 940.
Terrängen runt Great Broughton är kuperad åt sydost, men åt nordväst är den platt. Runt Great Broughton är det ganska glesbefolkat, med 48 invånare per kvadratkilometer. Närmaste större samhälle är Middlesbrough, 15,1 km norr om Great Broughton. I omgivningarna runt Great Broughton växer i huvudsak blandskog.